# Cyathea dissimilis
Cyathea dissimilis är en ormbunkeart som först beskrevs av Conrad Vernon Morton, och fick sitt nu gällande namn av Robert G. Stolze. Cyathea dissimilis ingår i släktet Cyathea och familjen Cyatheaceae. Inga underarter finns listade.